# Assetto Corsa
Assetto Corsa (Italienisch für „Racing-Setup/Summe der Einstellungen eines Rennfahrzeuges“) ist eine Rennsimulation mit Schwerpunkt auf einer realistischen Rennerfahrung und Unterstützung für eine umfassende Anpassungsfähigkeit und Modifizierbarkeit, die vom Italienischen Computerspielentwickler Kunos Simulazioni entwickelt wird. Die Software wurde am 8. November 2013 durch das Steam-Early-Access-Programm veröffentlicht und verließ Early Access als finale Version am 19. Dezember 2014. Versionen für die Spielkonsolen Xbox One und PlayStation 4 sind im August 2016 erschienen.

## Entwicklung
Kunos Simulazioni entwickelte Assetto Corsa basierend auf den Erkenntnissen und Erfahrung, die das Studio mit der Entwicklung von netKar Pro und Ferrari Virtual Academy gewonnen hatte. Darüber hinaus kooperierte das Studio mit einigen Vertretern des Motorsports, da das Entwicklerstudio direkt im Vallelunga Circuit nahe Rom in Italien ansässig ist. Die Simulation bietet unterschiedliche originale Rennstrecken, welche teilweise mit Laserscan-Technologie vermessen wurden, sowie eine Reihe von Autos globaler Automobilmarken, von alltäglichen Straßenfahrzeugen zu Rennprototypen und historischen Fahrzeugen.
Die Entwicklung von Assetto Corsa wurde 2010 als Fahrschulprojekt für Automobile Club d’Italia begonnen. Im Jahr 2011 entschloss sich Kunos Simulazioni zunächst die Entwicklung des Spiels mit der Unity-Engine umzusetzen. Wegen eingeschränkter Modding-Möglichkeiten und langer Ladezeiten, entschied sich das Studio jedoch Ende des Jahres 2011 selbst eine neue Engine zu entwickeln.
Die Software ist in mehreren Programmiersprachen geschrieben. C++ wird für den Simulationsteil benutzt, Go für den Multiplayer-Server. Die Benutzeroberfläche und der Kern des Spiel-Launchers sind in C# geschrieben, während das Frontend mit HTML umgesetzt wurde, um Nutzern das Erstellen eigener Interface-Modifikationen zu ermöglichen. Python kann für Plug-ins zur Abfrage von Simulationsdaten in Echtzeit genutzt werden. Programmschnittstellen in Nutzung sind DirectX 11 für die Grafik, FMOD für Audio sowie ODE für Kollisionsberechnungen und Rigid-Body-Physik.

### Veröffentlichung
Am 22. Februar 2013 wurde die Assetto Corsa Technology Preview als spielbarer Benchmark veröffentlicht. Diese Vorschau enthielt ein Fahrzeug (Lotus Elise SC) und eine Rennstrecke (Autodromo dell’Umbria in Magione, Italien), sowie die zwei Spielmodi Freies Training und Time Attack.
Das Spiel wurde am 8. November 2013 durch das Early-Access-Programm auf der Online-Distributionsplattform Steam veröffentlicht. Dieser Service erlaubt Entwicklern ein funktionales, jedoch noch unvollständiges Produkt – wie z. B. Beta-Versionen – zu veröffentlichen, um Nutzern die Möglichkeit zu geben, den Titel frühzeitig zu erwerben, bei der Finanzierung mitzuhelfen, das Spiel zu testen sowie die Entwickler mit Feedback zu versorgen. Durch das Early-Access-Programm wurde das Spiel etwa alle zwei Wochen mit Verbesserungen und neuen Features aktualisiert.
Am 10. April 2015 gab Kunos Simulazioni in Kooperation mit RSeat Ltd. und France Simulateur SARL die Veröffentlichung eines Simulations-Cockpits RSeat RS1 Assetto Corsa Special Edition in Assetto Corsa-Ausführung bekannt. Dieses unterstützt eine große Zahl von Eingabegeräten und ist mit Bewegungsmotoren aufrüstbar.
Das Release Candidate, eine abschließende Testversion, wurde am 15. Oktober 2014 veröffentlicht. Nach weiteren Fehlerbehebungen und Leistungsoptimierungen erschien das Spiel am 19. Dezember 2014. Seitdem wird das Spiel weiterhin mit kostenlosen Patches, neuen Features und zusätzlichen Inhalten wie Fahrzeugen und Strecken versorgt.
Im Mai 2015 wurden die PlayStation 4 und Xbox One Konsolenversionen der Simulation angekündigt. Diese werden von 505 Games veröffentlicht und sollen nach Verspätungen am 26. August in Europa, respektive 30. August 2016 in Nordamerika erscheinen. Marco Massarutto, Mitbegründer und Geschäftsführer von Kunos Simulazioni, erklärte, dass das Physik-Modell der Konsolenversionen identisch mit dem der Windows-Version ist und die Rendering- und Physik-Engines für eine bessere Nutzung von Multi-threading generalüberholt wurden – das Leistungsziel für die Playstation 4 ist 1080p, die Xbox-Fassung solle vergleichbar sein. Die Konsolenversionen erhalten eine neue Benutzeroberfläche, die für die Bedienung mit dem Gamepad optimiert ist.

### Virtual-Reality-Unterstützung
Vorläufige VR-Unterstützung für die erste Entwicklerversion des Head-Mounted Display von Oculus Rift wurde erstmals im Jahr 2013 eingeführt. Die Unterstützung wurde durch und über die Early-Access-Periode hinweg unterstützt.
Die weitere Arbeit an der Oculus-Unterstützung wurde nach der Einführung der Unterstützung für das Development Kit 2 vorläufig auf Eis gelegt, mit Kunos Simulazioni erhöhte Schwierigkeiten die neuesten Oculus SDKs zu unterstützen während der Fokus der Entwicklung bei Aktualisierungen der PC-Version sowie die Vorbereitung für die Veröffentlichung der Konsolenversionen anführend. Das Studio versprach "VR zu unterstützen – und nicht zwangsläufig nur Oculus Rift – wenn wir in der Lage sind die Zeit und Ressourcen aufzubringen." In einer offiziellen Community-Umfrage im offiziellen Support-Forum, welche vom 2. bis 9. April 2016 für registrierte Nutzer offen war, erreichte "VR support" den ersten Platz mit 25 % von insgesamt 4801 Stimmen.
Mit dem 1.6 Patch, veröffentlicht am 18. Mai 2016, setzte das Entwicklerstudio die pre-Alpha Unterstützung für das Oculus Rift SDK 1.3 um, welches erstmals die Unterstützung der Consumer Version 1 ermöglicht. Dank eines Workarounds mittels der Software ReVive unterstützt diese Version auch das VR-HMD HTC Vive. Offizielle Unterstützung des HTC Vive wurde für einen späteren Zeitpunkt angekündigt.

### Zukünftige Entwicklung
Kunos Simulazioni hat durch Blogeinträge und Social Media kommende Neuerungen durch das Jahr 2016 und darüber hinaus für Simulation angedeutet, wie etwa historische Versionen der Rennstrecken Autodromo di Monza, Circuit de Spa-Francorchamps und Silverstone Circuit, eine neue Rennstrecke Red Bull Ring, eine Auswahl neuer Fahrzeuge wie dem Alfa Romeo Tipo 33/2 Daytona Coupé, Audi R8 LMS 2016, Audi R18 E-Tron quattro, Audi TT Cup, Ferrari F138, Ferrari FXX-K, Ford GT GT3, Lamborghini Asterion, Lamborghini Aventador, Lamborghini Veneno, Mazda 787B, Mazda MX-5 NA, McLaren 570S, McLaren P1 GTR, Praga R1, Scuderia Cameron Glickenhaus P4/5 Competizione 2012 KERS, Toyota Celica, Toyota GT86 GT4, Toyota TS040 Hybrid sowie die Einführung der Maserati-Marke.

## Modding

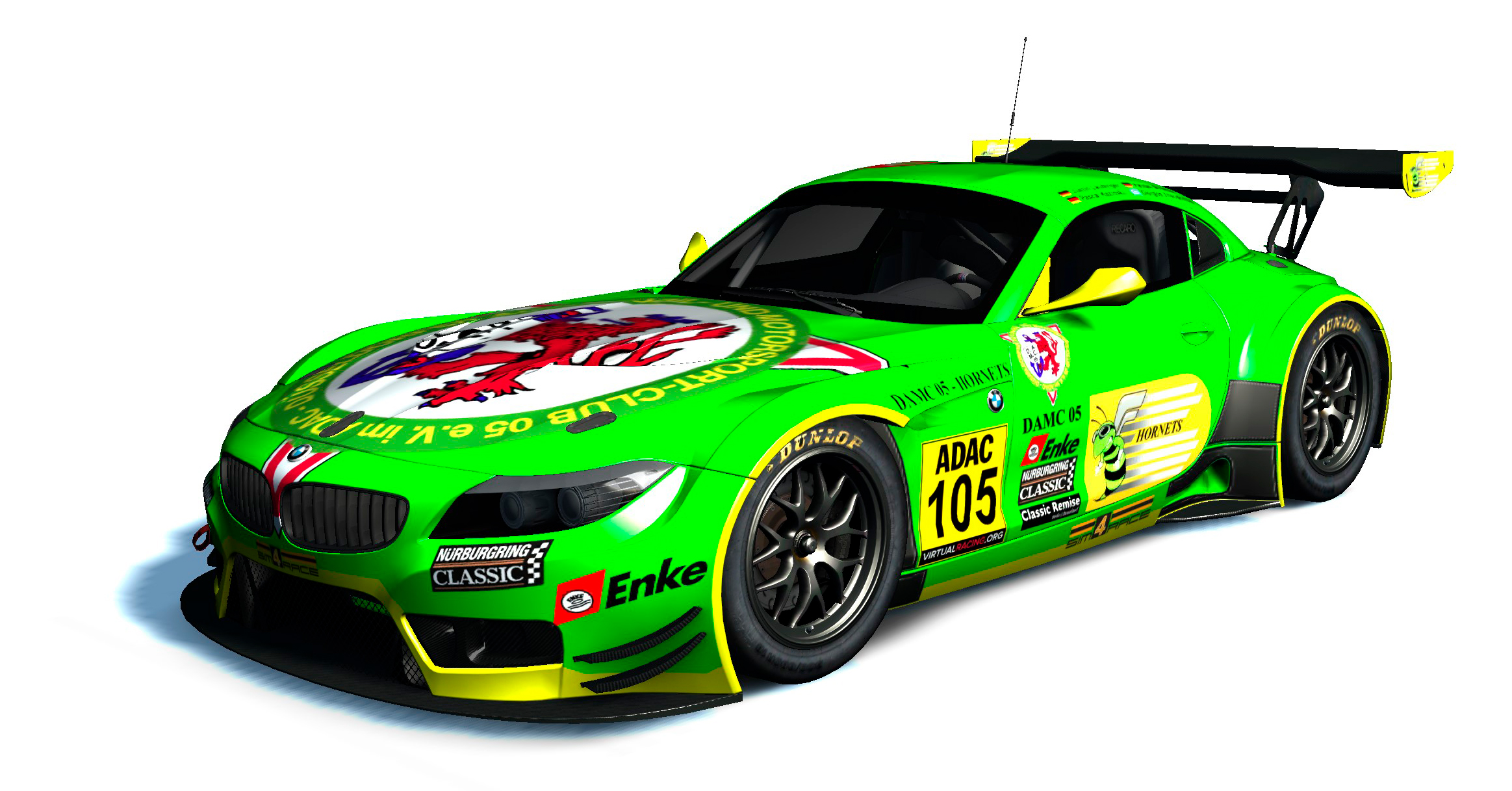
Konfigurierter Skin im ADAC-Digital-Cup, BMW Z4 GT3 des DAMC 05

Bei der Entwicklung wurde Wert auf die Unterstützung von nutzergenerierten Inhalten (Modifikationen, z. B. neue Fahrzeuge und Strecken) gelegt. Ein mitgelieferter WYSIWYG-Editor ermöglicht 3D-Modelle (im FBX-Dateiformat) zu importieren und Eigenschaften und Material Shaders für Objekte zu definieren. Der Editor exportiert eine einzelne Datei für das Spiel und erlaubt keine Rückimportierung und weitere Bearbeitung von schon exportierten Dateien. Das Spiel unterstützt zudem Widgets und Plug-ins Dritter (geschrieben in Python, C++ und C#) für Nutzung in der Simulation für Telemetrie oder Erweiterung des User-Interface.
Kunos Simulazioni arbeitete mehrere Modifikationen als offizielle Inhalte in das Spiel ein, zum Beispiel die Shelby Cobra, Lamborghini Miura, Audi Sport Quattro und Nissan R34 Skyline GT-R V-Spec.

## Erweiterungen

### Kostenlos
Seit die Simulation das Early-Access-Programm verlassen hat, wurde die Software weiterhin mit mehreren kostenlosen Inhaltserweiterungen versorgt. Am 24. Dezember 2014, kurz nach dem Release des Spiels, brachte Patch 1.0.1 den Hersteller RUF in Form des 1987 CTR Yellowbird in das Spiel.
Patch 1.2 am 31. Juli 2015 sah die Einführung der Rennstrecke Circuit Park Zandvoort und fügte dem Spiel die Fahrzeuge Alfa Romeo MiTo QV, Audi Sport quattro, Lamborghini Miura P400 SV, Nissan R35 GT-R NISMO sowie Toyota GT86 hinzu.
Am 25. November 2015 wurde der 2012 Audi R8 V10 Plus durch Patch 1.3.5 für Assetto Corsa veröffentlicht.
Mit dem Patch 1.5 wurde am 31. März 2016 ein größeres kostenloses Update veröffentlicht, welches eine neue USA-inspirierte Strecke mit dem Namen Black Cat County, in drei Layouts, zwei neue Nürburgring-Layouts, ein neues Nürburgring-Nordschleife-Langstreckenrennen-Layout, ein Autodromo-Vallelunga-"Classic"-Layout, neue Distanzen für den Dragstrip, eine grafische Überarbeitung für die meisten im Spiel enthaltenen Rennstrecken sowie die Fahrzeuge Chevrolet Corvette C7 Stingray, 2015 Ford Mustang GT und Abarth 595 EsseEsse mitsamt Varianten beinhaltet.

### Kostenpflichtig
Kunos Simulazioni veröffentlichte das Dream Pack 1 genannte DLC am 11. März 2015, welches eine Reihe neuer Fahrzeuglizenzen zu der Simulation brachte: Alfa Romeo 4C, Alfa Romeo GTA, Alfa Romeo 155 Ti V6, BMW M235i Racing, Chevrolet Corvette C7.R, McLaren P1, McLaren F1 GTR, Mercedes 190E Evo II, Sauber-Mercedes C9 and Nissan GT-R NISMO. Ebenfalls enthalten ist die lasergescannte Nürburgring Nordschleife in drei Konfigurationen, welche über zwei Jahre in Produktion war.
Am 8. Oktober 2015 wurde Dream Pack 2 veröffentlicht. Dieses DLC fügt der Simulation eine Anzahl neuer Fahrzeuge inklusive Varianten, wie dem Audi R8 LMS ultra, BMW M4 Coupé, Ford GT40 Mk I, Scuderia Cameron Glickenhaus SCG 003, Lamborghini Countach 5000 Quattrovalvole, Lamborghini Huracán GT3 und Ruf Rt 12 R, und enthält den lasergescannten Circuit de Barcelona-Catalunya.
Das DLC Dream Pack 3 erschien am 15. Dezember 2015. Enthalten sind neue Fahrzeuge (inklusive Variationen) wie dem Abarth 500 Assetto Corse, Ford Escort RS 1600, Lamborghini Huracàn Super Trofeo, McLaren 650S GT3, Mercedes-AMG GT3, Lotus 25, Lotus 72 und Lamborghini Gallardo LP 570-4 Superleggera, sowie die lasergescannten Brands-Hatch-Rennstrecke in zwei Varianten.
Am 18. Mai 2016 wurde ein neues DLC mit dem Namen Japanese Pack (Dream Pack 4) veröffentlicht, welches das 2016 Mazda MX-5 ND Straßenfahrzeug und Cup-Auto, den Mazda RX-7 FD Spirit R, 2016 Nissan 370Z NISMO, Nissan R34 Skyline GT-R V-Spec, Toyota Supra A80 sowie Toyota AE86 in das Spiel bringt und mehrere der Fahrzeuge kommen in zwei oder mehr Varianten.
Am 25. Oktober 2016 erschien das Porsche Pack 1 genannte DLC, welches den Hersteller Porsche zum ersten Mal offiziell mit ins Spiel gebracht hat. Dies ist der erste Teil des ganzen DLC´s was ab dem 22. November 2016 vom Porsche Pack 2 erweitert wurde. Ab dem 20. Dezember 2016 wird das Porsche Pack 3 das DLC komplettieren. Dabei sind legendäre Rennsportwagen sowie hochaktuelle Sportwagen des Zuffenhausener Fahrzeugherstellers.
Am 18. Mai 2017 erschien das Ready To Race Pack, mit dem sich neue Fahrzeuge im Spiel fahren lassen.
Anlässlich des 70. Jubiläums des Autoherstellers Ferrari erschien am 19. September 2017 das DLC Ferrari 70th Anniversary Pack. Dieses beinhaltet 7 Fahrzeuge, welche von der Community gewählt wurden.

## Fahrzeuge
Eine Liste aller verfügbaren Fahrzeuge (inklusive kostenpflichtiger DLC [mit einem * gekennzeichnet]), Stand 15. Mai 2017. Mehrere Fahrzeuge sind darüber hinaus in unterschiedlichen Versionen enthalten.
- Abarth 500 (2008)
- Abarth 500 Assetto Corse (2008) *
- Abarth 595 EsseEsse (1964)
- Alfa Romeo 155 V6 TI (1996) *
- Alfa Romeo 4C (2013) *
- Alfa Romeo Giulietta QV (2014)
- Alfa Romeo GTA (1965) *
- Alfa Romeo MiTo QV (2012)
- Audi R18 e-tron quattro (2014) *
- Audi R8 V10 Plus (2012)
- Audi R8 LMS Ultra (2014) *
- Audi R8 LMS (2016) *
- Audi S1 Quattro (2015)
- Audi Sport quattro (1994)
- Audi Sport Quattro S1 (1986)
- Audi TT Cup (2016) *
- Audi TT RS (VLN) (2012)[38] *
- BMW 1M Coupé E82 (2011)
- BMW M235i Racing F22 (2014)
- BMW M3 E30 (1986)
- BMW M3 E30 Sport Evolution DTM (1992)
- BMW M3 E92 (2012)
- BMW M3 E92 GT2 (2009)
- BMW M4 F82 (2015) *
- BMW Z4 E89 (2009)
- BMW Z4 E89 GT3 (2012)
- Chevrolet Corvette C7 Stingray (2014)
- Chevrolet Corvette C7.R (2015) *
- Ferrari 312T (1975)
- Ferrari SF-15T (2015) *
- Ferrari F138 (2013) *
- Ferrari 250 GTO (1962) *
- Ferrari 330 P4 (1967) *
- Ferrari 312/67 (1967) *
- Ferrari 458 Italia (2011)
- Ferrari 458 Italia GT2 (2011)
- Ferrari 488 GT3 (2015) *
- Ferrari 488 GTB (2015) *
- Ferrari 599XX EVO (2012)
- Ferrari 812 Superfast (2017) *
- Ferrari F2004 (2004) *
- Ferrari F40 (1987)
- Ferrari FXX K (2016) *
- Ferrari GTO (1984) *
- Ferrari SF70H (2017) *
- Ferrari LaFerrari (2015)
- Ford Escort RS1600 (1968) *
- Ford GT40 Mk I (1966) *
- Ford Mustang GT (2015)
- KTM X-Bow R (2011)
- Lamborghini Aventador SuperVeloce (2015) *
- Lamborghini Countach 5000 QV (1983) *
- Lamborghini Gallardo LP 570-4 Superleggera (2007) *
- Lamborghini Huracán GT3 (2015) *
- Lamborghini Huracàn Super Trofeo (2015) *
- Lamborghini Miura P400 SV (1966)
- Lotus 2-Eleven (2007)
- Lotus 2 Eleven GT4 (2007)
- Lotus 25 (1962) *
- Lotus 3-Eleven (2016) *
- Lotus 49 (1967)
- Lotus 72D (1970) *
- Lotus 98T (1986)
- Lotus Elise SC (2008)
- Lotus Evora GTC (2014)
- Lotus Evora GTE (2014)
- Lotus Evora GX (2014)
- Lotus Evora S (2008)
- Lotus Exige 240R (2008)
- Lotus Exige S (2008)
- Lotus Exige S roadster (2008)
- Lotus Exige Scura (2010)
- Lotus Exige V6 CUP (2013)
- Lotus Exos 125 (2010)
- Maserati 250F (1956) *
- Maserati GranTurismo MC GT4 (2015) *
- Maserati Levante S (2016)
- Maserati MC12 GT1 (2004) *
- Mazda 787B (1991)
- Mazda MX-5 NA (1989)
- Mazda MX-5 ND (2016) *
- Mazda MX-5 ND Cup (2016) *
- Mazda RX-7 FD Spirit R (2002) *
- McLaren 570S (2017) *
- McLaren 650S GT3 (2015) *
- McLaren F1 GTR (1995) *
- McLaren MP4-12C (2011)
- McLaren MP4-12C GT3 (2011)
- McLaren P1 (2013) *
- McLaren P1 GTR (2015) *
- Mercedes-AMG GT3 (2016) *
- Mercedes-Benz 190E EVO II (1990) *
- Mercedes-Benz SLS AMG (2009)
- Mercedes-Benz SLS AMG GT3 (2009)
- Nissan R34 Skyline GT-R V-Spec (1999) *
- Nissan R35 GT-R GT3 (2012)
- Nissan R35 GT-R NISMO (2014) *
- Nissan Z34 370Z NISMO (2016) *
- Pagani Huayra (2012)
- Pagani Zonda R (2009)
- Porsche 718 Boxster (2016) *
- Porsche 718 Cayman S (2016) *
- Porsche 718 RS 60 (1960) *
- Porsche 908 LH (1969) *
- Porsche 911 Carrera RSR 3.0 (1974) *
- Porsche 911 Carrera S (2016) *
- Porsche 911 GT1 (1998) *
- Porsche 911 GT3 Cup (2017) *
- Porsche 911 GT3 R (2016) *
- Porsche 911 GT3 RS (2015) *
- Porsche 911 R (2016) *
- Porsche 911 RSR (2017) *
- Porsche 911 Turbo S (2016) *
- Porsche 917 K (1970) *
- Porsche 917/30 (1973) *
- Porsche 918 Spyder (2013) *
- Porsche 919 Hybrid (2015 und 2016) *
- Porsche 935/78 "Moby Dick" (1978) *
- Porsche 962C (1985 und 1987) *
- Porsche Cayenne Turbo S (2016)
- Porsche Cayman GT4 (2015) *
- Porsche Cayman GT4 Clubsport (2016) *
- Porsche Macan Turbo (2016)
- Porsche Panamera Turbo (2016)
- Praga R1 (2015) *
- RUF CTR Yellowbird (1987)
- RUF Rt 12 R (2011) *
- Sauber-Mercedes C9 LM (1989) *
- Scuderia Cameron Glickenhaus SCG003C (2015) *
- Scuderia Cameron Glickenhaus P4/5 Competizione (2011)
- Shelby Cobra 427 S/C (1966)
- Tatuus FA01 (2010)
- Toyota AE86 (1983) *
- Toyota Celica ST185 Turbo (1990) *
- Toyota GT86 (2015)
- Toyota Supra JZA80/Mk IV (1993) *
- Toyota TS040 Hybrid (2014) *

## Strecken
Eine Liste aller verfügbaren Rennstrecken (inklusive kostenpflichtiger DLC [mit einem * gekennzeichnet]). Mehrere der Strecken sind darüber hinaus in unterschiedlichen Layouts enthalten.
| Strecke                               | Land                   | # Layout | Anmerkung                                          |
| ------------------------------------- | ---------------------- | -------- | -------------------------------------------------- |
| Circuit de Spa-Francorchamps          | Belgien                | 1        |                                                    |
| Nürburgring                           | Deutschland            | 4        | GP, GP (GT), Sprint, Sprint (GT)                   |
| Nürburgring Nordschleife *            | Deutschland            | 4        | Normal, Endurance, Endurance Cup, Touristenfahrten |
| Autodromo Internazionale del Mugello  | Italien                | 1        |                                                    |
| Autodromo dell’Umbria (Magione)       | Italien                | 1        |                                                    |
| Autodromo Enzo e Dino Ferrari (Imola) | Italien                | 1        |                                                    |
| Autodromo Nazionale Monza             | Italien                | 2        | GP, 1966 historic                                  |
| Autodromo Piero Taruffi (Vallelunga)  | Italien                | 3        | Normal, Classic, Club                              |
| Bergrennen Trento–Bondone             | Italien                | 1        |                                                    |
| Drag Strip (fiktional)                | Italien                | 5        | 200 m, 400 m, 500 m, 1000 m, 2000 m                |
| Drift (fiktional)                     | Japan                  | 1        |                                                    |
| Circuit Park Zandvoort                | Niederlande            | 1        |                                                    |
| Red Bull Ring *                       | Österreich             | 2        | GP, Short                                          |
| Circuit de Barcelona-Catalunya *      | Spanien                | 2        | GP, Moto                                           |
| Brands Hatch *                        | Vereinigtes Königreich | 2        | GP, Indy                                           |
| Silverstone Circuit                   | Vereinigtes Königreich | 3        | GP, International, National                        |
| Black Cat County (fiktional)          | Vereinigte Staaten     | 3        | Normal, Long, Short                                |
| Laguna Seca Raceway                   | Vereinigte Staaten     | 1        | GP                                                 |

## Rezeption
Assetto Corsa erhielt größtenteils positive Rezensionen. Metacritic errechnete einen Wertungsdurchschnitt von 85 von 100 Punkten.
Eurogamer schrieb in einem Test der Windows-Version im Januar 2015, „Kunos’ Lösung ist simpel, elegant und (…) sicherlich ein Standard für alle Rennspiele, die in dessen Spur folgen“, und schließt mit „Assetto Corsas Laserfokus auf das Fahrerlebnis wirkt Wunder – und wenn es ums Reproduzieren dieses simplen, brillanten Vergnügen geht, dann gibt es im Moment kein anderes Spiel dem dies besser gelingt“. Der Tester vergab der Simulation neun von zehn Punkten sowie eine silberne „Recommended“-Auszeichnung. Die italienische Schwesterseite Eurogamer.it vergab dieselbe Wertung.
Justin Sutton schrieb im Magazin Motorsport.com: „Assetto Corsa ist ein schönes Spiel, ein Ergebnis von Laserscanning-Genauigkeit und Präzision und mit gutem Ton. Es benötigt aber eine bessere künstliche Intelligenz sowie eine größere Online-Mehrspieler-Gemeinschaft“. Positiv seien schließlich auch die Mods.
Am 15. Mai 2015 setzte Tim Stone von Rock, Paper, Shotgun Assetto Corsa auf Platz fünf der 25 besten Simulationen aller Zeiten.
Im Test der PC-Version 2015 hebt das britische Automobilmagazin Evo Assetto Corsas Physiksimulation hervor: „Bestimmte Aspekte, welche andere Spiele kaum umsetzen, wie zum Beispiel Reifendeformation und genaue Friktions-Modelle, sind beeindruckend präzise umgesetzt“, und fasst zusammen: „Was Assetto Corsa schön demonstriert, ist die Vielfalt, die auf dem Rennsimulations-Markt erhältlich ist, sowie die verschiedenen Interpretationen des Begriffs Simulation. (…) Trotz zur Zeit schwacher Fahrzeug- und Streckenauswahl ist Assetto Corsa eine der besten Rennsimulationen, die wir probiert haben.“
Mike Channell lobte im britischen Automobilmagazin Top Gear ebenfalls das Spiel. In einer Vorschau der Konsolenversion im Januar 2016 schrieb das Magazin: „Assetto Corsa mag nicht dieselbe berühmte Vorgeschichte besitzen wie Forza oder Gran Turismo, jedoch etablierte sich die Brillanz des Spiels schon auf dem PC, und mit so ziemlich allem gebaut von Italienern ist es mit einer überwältigenden Leidenschaft geschmiedet.“
In einer Vorschau für die vorstehende Veröffentlichung der Konsolenversionen schrieb Curtis Moldrich auf RedBull.com: „Während wir das Spiel nicht mit einem Gamepad testen konnten, mit einem Lenkrad ist Assetto Corsa zumindest eine Revolution. Durch das Zueigenmachen von Realität und das perfekte Nachmodellieren derselben wird Assetto Corsa tatsächlich ein unterhaltsameres Spiel. Gib superrealistischen Sound, solide KI und feine Graphik dazu, und Assetto Corsa könnte durchaus der Benchmark sein, den Gran Turismo Sport, Project CARS 2 und Forza 7 übertreffen müssen.“
Auf der populären Sim-Racing-Website racedepartment.com wurde Assetto Corsa in einer Nutzerumfrage über die beeindruckendste Rennsimulation 2015 im Januar 2016 auf den ersten Platz gewählt. Im Mai 2016 war das Spiel eine der meistgespielten Rennsimulationen auf Steam. Mehr als 900 aktive Mehrspieler-Server existieren für Assetto Corsa. Die Simulation wird von mehreren Sim-Racing-Ligen weltweit genutzt. Auf racedepartment.com wurden bis Mai 2016 über 4.100 Modifikationen für das Spiel veröffentlicht.

## Nachfolger
Am 21. Februar 2018 wurde der Nachfolger zu Assetto Corsa vorgestellt. Er trägt den Namen Assetto Corsa Competizione und ist ein offizielles Spiel zur Blancpain GT Series. Im September 2018 wurde eine erste Version veröffentlicht. Am 29. Mai 2019 erschien die Vollversion.